# السميع (أسماء الله الحسنى)
السميع هو من أسماء الله الحسنى ،ومعناه :سمعه لجميع الأصوات الظاهرة والباطنة الخفية والجلية، وإحاطته التامة بها، ومعناه أيضًا: سمع الإجابة منه للسائلين والداعين والعابدين فيجيبهم ويثيبهم، ومنه قوله: ﴿الْحَمْدُ لِلَّهِ الَّذِي وَهَبَ لِي عَلَى الْكِبَرِ إِسْمَاعِيلَ وَإِسْحَاقَ إِنَّ رَبِّي لَسَمِيعُ الدُّعَاءِ ۝٣٩﴾ سورة إبراهيم:39 وقول المصلي سَمِعَ اللهُ لِمَن حمِده أي استجاب.

## في القرآن الكريم
ورد اسم الله السميع في القرآن الكريم خمسًا وأربعين مرة، اقترن في أكثر من ثلاثين منها بالعليم ،كما اقترن في عشرة مواضع بالبصير، وجاء مقترناً بالقريب مرة واحدة، وجاء منفردا في مواضع مثل قوله تعالي:﴿الْحَمْدُ لِلَّهِ الَّذِي وَهَبَ لِي عَلَى الْكِبَرِ إِسْمَاعِيلَ وَإِسْحَاقَ إِنَّ رَبِّي لَسَمِيعُ الدُّعَاءِ ۝٣٩﴾ [إبراهيم:39] . سورة إبراهيم:39

## في السنة النبوية
- عن أبي موسى الأشْعري قال: «كنَّا مع النَّبي ﷺ في سفَر، فكنَّا إذا علوْنا كبَّرنا، فقال النَّبيّ ﷺ : أيُّها الناس، ارْبَعُوا على أنفُسِكم؛ فإنَّكم لا تدْعون أصمَّ ولا غائبًا، ولكن تدعون سميعًا بصيرًا[3]»
- عن عائشة قالت: «الحمد لله الذي وسع سمعه الأصوات، لقد جاءت المجادلة إلى النبي وأنا في ناحية البيت تشكو زوجها وما أسمع ما تقول، فأنزل الله: قَدْ سَمِعَ اللَّهُ قَوْلَ الَّتِي تُجَادِلُكَ فِي زَوْجِهَا [4]»
- عن النبي: «اللهم إني أعوذ بك من قلب لا يخشع ومن دعاء لا يُسمع» [5] ،أي: من دعاء لا يُستجاب.
- عن أبان بن عثمان قال: سمعت أبي يقول: قال رسول الله: «ما من عبد يقول في صباح كل يوم ومساء كل ليلة: بسم الله الذي لا يضر مع اسمه شيء في الأرض ولا في السماء وهو السميع العليم ثلاث مرات، لم يضره شيء» [6]

## إنكار المشركين للاسم
عن عبد الله بن مسْعود قال: «اجتمع عند البيت قرشيَّان وثقفي، أو ثقفيَّان وقرشي، كثيرةٌ شحم بطونِهم، قليلة فقْه قلوبهم، فقال أحدهم: أتروْنَ أنَّ الله يسمع ما نقول؟ قال الآخر: يسمع إن جهرْنا، ولا يسمع إن أخفيْنا، وقال الآخر: إن كان يسمع إذا جهرْنا، فإنَّه يسمع إذا أخفيْنا، فأنزل الله - عزَّ وجلَّ -: ﴿وَمَا كُنْتُمْ تَسْتَتِرُونَ أَنْ يَشْهَدَ عَلَيْكُمْ سَمْعُكُمْ وَلَا أَبْصَارُكُمْ وَلَا جُلُودُكُمْ وَلَكِنْ ظَنَنْتُمْ أَنَّ اللَّهَ لَا يَعْلَمُ كَثِيرًا مِمَّا تَعْمَلُونَ ۝٢٢﴾سورة فصلت:22 »

## أقوال العلماء في معناه
- قال الخطابي : «السميع: هو الذي يسمع السر والنجوى، سواء عنده الجهر والخفوت، والنطق والسكوت .»
- يقول ابن القيم في النونية: